# Солнечное (Хакасия)
Солнечное — село в Усть-Абаканском районе Хакасии, административный центр Солнечного сельсовета.

## История
Возникло во 2-й половине 1950-х годов, называлось Третья ферма Черногорского совхоза. В 1965 г. Указом Президиума ВС РСФСР село фермы № 3 Красноозерного совхоза переименовано в Солнечное.

## География
Расстояние от Солнечного до Усть-Абакана по автодорогам около 25 км.

## Население
| 2002 | 2010  |
| ---- | ----- |
| 1040 | ↗1112 |

По данным Всероссийской переписи населения 2010 года 528 мужчин и 584 женщины из 1112 чел.